# Ferrari 550
Ferrari 550 Maranello и 550 Barchetta са 2-местни Gran Turismo автомобили, произвeждани от Ferrari. Представен през 1996 г., Ferrari 550 е купе с предно разположен V12 двигател и е първият подобен модел след Ferrari Daytona. Моделът споделя платформата си и 5.5-литровия (5474 куб. см) двигател с 2+2 модела Ferrari 456. 550 Maranello е позициониран като флагман на компанията. Автомобилът използва трансаксел конфигурация с 6-степенна ръчна предавателна кутия, намираща се в задната част на автомобила. Името на модела – 550 е референция към 5.5-литровия работен обем на двигателя му, а Maranello идва от града, в който се намира централата на Ferrari.
Със края на производството на F512 M, 550 Maranello е по-мек GT модел, но въпреки това заема мястото на F512 M като купето флагман на компанията, спирайки от производство и F50.
550 Maranello има луксозен и просторен интериор. Задното багажно отделение е високо и широко, но не много дълбоко. То може да побере пълен комплект стикове за голф. 3083 бройки от Ferrari 550 са произведени.
Ferrari 550 е заменено от 'Modificata (от италиански: модифициран) версията си Ferrari 575M Maranello през 2002 г.

## Спецификации

### Двигател
Двигателя на 550 е натурално аспириран V12 двигател с по четири клапана на цилиндър, DOHC и всмукателни колектори с променлива дължина. Двигателят има работен обем от 5474 куб. см, максимална мощност от 485 к.с. при 7000 об./мин и максимален въртящ момент от 568 Nm при 5000 об./мин.

### Шаси
550 Maranello има шаси от тръбна стоманена рама и купе от алуминий завинтено към него. Предавателната кутия е ръчна 6-степенна. Управлението се извършва от рейка и пинион с променлива сила на хидравлично подпомогнато управление (серво). Вентилираните дискови спирачки са с размери на дисковете от 330 mm отпред и 310 mm отзад.
| Предавка  | 1      | 2      | 3      | 4      | 5      | 6      | Последна предавка |
| --------- | ------ | ------ | ------ | ------ | ------ | ------ | ----------------- |
| Отношение | 3.15:1 | 2.18:1 | 1.57:1 | 1.19:1 | 0.94:1 | 0.76:1 | 3.91:1            |

### Представяне
550 Maranello може да ускори от 0-96 км/ч за 4.2 секунди и може да развие 161 км/ч (100 мили за час) за 9.6 секунди. Разстоянието от четвърт миля се изминава за 12.5 секунди с терминална скорост от 186 км/ч. Максималната скорост на 550 Maranello е 320 км/ч.

## 550 Barchetta
Ferrari представя кабриолет версията на 550 по време на Парижкия автосалон през 2000 г. Barchetta е истински роудстър заради липсата на реален сгъваем покрив. Заводът предоставял мек таван, но той е предназначен предимно за временно използване, защото не се препоръчвало да се използа при скорости по-високи от 112 км/ч. Общата бройка от модела 550 Barchetta е 448, като това е с четири повече от първоначално заплануваното, заради японски суеверия за пазара. 448-те бройки са предшествани от десет прототипа с номера на вътрешните плаки от P01 до P10. За наблюдател прототипът и серийните бройки нямат разлики.

## Rossa
Ferrari Rossa, направен на базата на Ferrari 550, е автомобил, представен на автосалона в Торино през 2000 г. за да се отбележи 70-ата годишнина от създаването на Pininfarina.

## 550 GTZ
На 28 октомври 2009 г., Zagato и Ferrari обявяват, че са работили върху кабриолет версия на GTZ за да отпразнуват 90-годишнината от колаборацията между двете италиански фирми. Роудстърът GTZ е ограничен до пет бройки, базирани на 550 Barchetta Pininfarina. Всички пет бройки са продадени на невероятната цена от 1.6 милиона щатски долара всеки.

## Състезания
Въпреки че 550 не е създаден като състезателен автомобил, някои частни отбори се заемат със задачата да разработят Ferrari 550 за състезателни цели. Първите състезателни модели 550 Maranello са направени за отбора Red Racing според регулациите на FIA. Itatecnica са подпомогнали развитието на проекта. Автомобилът е кръстен 550 GT и е тестван за първи път през април 1999 г. 550 GT е използван във френския шампионат за туристически автомобили от края на 1999 г. до края на 2000 г. Автомобилът после е продаден на XL Racing през 2001 г., които продължили разработката на модела. 550 GT е направил финалната си състезателна поява на 24-те часа на Льо Ман през 2003 г. През 2000 г., Italtecnica са направили още един състезателен автомобил, който обаче покривал изискванията за по-мощните GT класове на FIA, но автомобилът няма особено дълго и значимо представяне.
През 2001 г., Prodrive създават състезателни версии на 550 (от клиентски автомобили) за няколко състезателни серии и най-вече за 24-те часа на Льо Ман. Въпреки че така името на Ferrari влиза в спорта, автомобилите се произвждали изцяло от Prodrive без никаква подкрепа от завода на Ферари. Моделът е кръстен 550-GTS и общо само десет автомобила са били произведени през следващите четири години. Автомобилите са използвани от отбора на Prodrive и от няколко частни отбора.
Заводският отбор на Prodrive спечелва две състезания от FIA GT шампионата през 2001 г. с 550-GTS. По-късно отборът BMS Scuderia Italia спечелва четири състезания във FIA GT шампионата, докато отборът на Prodrive ще вземе една-единствена победа в Американските Льо Ман серии. 2003 г. е най-добрата година за 550-GTS, защото Prodrive спечелват в GTS класа в 24-те часа на Льо Ман, печелят второ място в GTS класа в Американските Льо Ман серии с четири победи, а Scuderia Italia печели FIA GT шампионата с осем победи.
BMS Scuderia Italia спечелва отново FIA GT шампионата с пет победи през 2004 г., докато Larbre Compétition спечелват в GT1 класа в новите Льо Ман серии. След това BMS Scuderia Italia също се премества в Льо Ман сериите и спечелва шампионата през 2005 г. По същото време, Prodrive се местят към следващия си проект – Aston Martin DBR9. Всички бройки 550-GTS се поддържат от Care Racing, а някои от тях продължават да се състезават и след това. Convers MenX използват един 550-GTS през 24-те часа на Льо Ман през 2007 г., докато Hitotsuyama Racing използват още едно през целия сезон от 2007 г. на Японските Льо Ман серии.
Следвайки успехът на 550-GTS, Ferrari сами създават версия на Ferrari 575M Maranello за състезателни цели и я предлагат на частни отбори. Някои шосейни бройки на Ferrari 550 също са били модифицирани от малки отбори за състезания, но те се различавали от 550-GTS.

## Награди
5.5-литровият V12 двигател печели наградата за двигател на годината в клас „Над 4 литра работен обем“ през 2000 г. и 2001 г.